# Szybki Keresz
Szybki Keresz (węg. Sebes-Körös, rum. Crișul Repede) – rzeka w zachodniej Rumunii i we wschodnich Węgrzech, prawy dopływ Kereszu w zlewisku Morza Czarnego. Długość – 209 km (150,4 km w Rumunii, 58,6 km na Węgrzech). 
Szybki Keresz ma źródła w północno-zachodniej części masywu Biharu. Płynie na zachód Kotliną Vad, oddzielającą Góry Seș na północy od gór Pădurea Craiului na południu. Przepływa przez Oradeę, po czym przecina granicę rumuńsko-węgierską koło wsi Körösnagyharsány. Przecina obszar dawnych moczarów Sárrét i uchodzi do Kereszu koło Körösladány. Największe dopływy Szybkiego Kereszu to Henț, Dragan, Iad i Berettyó.